# Партений Софийски
Партений Софийски е висш български духовник и църковен деец, софийски митрополит от 1892 до 1918 година. Митрополит Партений се проявява като изключителен духовник, който е оставил трайна следа в историята на Българската православна църква.

## Биография
Роден е със светското име Петър Попстефанов (Попов) Иванов на 12 февруари 1845 година в село Вайсал, Одринско, в семейството на свещеника Стефан. Начално образование получава в родното си село, прогимназиално – в гръцко училище Одрин. В 1858 година започва да преподава във Вайсал, а в 1859 година – в село Голям Боялък, Елховско. Скоро след това заминава за Йерусалим, където в 1862 година завършва Богословско училище „Свети кръст“. Заминава за Дамаск, където става писар на патриаршеския наместник.
В 1867 година е подстриган в монашество и ръкоположен в дяконски чин от митрополит Милетий Лаодикийски. В 1869 година е назначен за втори дякон при патриарх Йеротей Антиохийски, който го прави архидякон. На следната 1870 г. той се завърнал в Одрин и постъпил на служба при митрополит Кирил, който след късо време го ръкополага за йеромонах, възвежда го в архимандритско достойнство и го назначава за архиерейски наместник в Мустафа паша.
След учредяването на Българската екзархия, архимандрит Партений се присъединява към нейния клир и напуска поста си в Мустафа паша. Екзархията го праща в Лозенград. През 1873 година в катедралата „Свети Стефан“ в Цариград е ръкоположен за велички епископ от екзарх Антим I Български и е назначен за управляваш неговата Видинска епархия.
Cлед Руско-турската война и създаването на Княжество България, от 1882 година до 1886 година Партений Велички е ректор на Петропавловската духовна семинария. От 1886 година управлява последователно Пловдивската и Ловчанската епархия.
На 27 януари 1891 година Партений Велички участва заедно с бившите митрополити Натанаил Охридски, Мелетий Софийски и Кирил Скопски и архимандритите Василий Михайлов, Методий Кусев, Антим Кънчев, Максим Пелов и йеродякон Иларион Пенчев в избора за софийски митрополит, на който печели архимандрит Василий. Два дни след хиротонията му, обаче, под давление на Григорий Доростолски и Червенски новият митрополит отказва да приеме катедрата и престолът в София остава вакантен. По настояване на министър-председателя Стефан Стамболов и по решение на Софийския епархийски духовен съвет на 26 януари 1892 година в София е свикан избирателен събор, на който духовните избиратели избрат с тайно гласуване епископ Партений Велички с 31 гласа и йеромонах Харалампий с 18 гласа. На 12 февруари 1892 г. в Екзархийския дом в Цариград временният Свети синод, в състав екзарх Йосиф I Български и митрополитите Доситей Самоковски и Константин Врачански се съобразява с избирателите и избира Партений Велички и той е канонически провъзгласен за софийски митрополит в екзархийския параклис „Свети Йоан Рилски“.
На 14 юни 1907 г. умира митрополит Доситей Самоковски и съгласно решенията на Първия църковно-народен събор Самоковската епархия е закрита и от 1 януари 1908 г. е слята със Софийската, като така диоцезът на митрополит Партений се увеличава значително. Митрополит Партений е член на Светия синод от края на 1900 до 1904 година и от 1909 година до смъртта си. През 1915 година след смъртта на екзарх Йосиф I става по старшинство синодален наместник-председател.
Като епархийски архиерей митрополит Партений изисква високо ниво на просветеност от своите свещенослужители и е инициатор за строителството и възобновяването на множество храмове. През 1898 – 1902 г. митрополит Партений прави коренно преустройство на катедралния храм, поверено на архитект Никола Лазаров. На 20 януари 1903 г. освещава и новата сграда на Софийската духовна семинария. Партений е известен с голямата си щедрост и добро сърце като създава и организира редица благотворителни организации в диоцеза на епархията, чрез които помага на своите нуждаещи се епархиоти.
Почива на 20 юни 1918 година в град София и е погребан от северната страна до олтара в катедралата „Света Неделя“.